# Hervé Mestron
 (septembre 2020).
Hervé Mestron est un écrivain français né le 6 septembre 1963 à Valence (Drôme).

## Biographie
Diplômé du Conservatoire national supérieur de musique et de danse de Lyon, Hervé Mestron joue quelques années comme altiste professionnel avant de se consacrer à l’écriture.[réf. nécessaire] Il reçoit en 2018 le Prix Place aux Nouvelles et le prix Hors Concours des lycéens pour son livre Cendres de Marbella.

## Publications
- On achève bien les poissons rouges, éditions Le Muscadier Noir, 2023
- Le crâne de Mozart, éditions Zinédi, 2022
- Jokers, éditions ln8, 2021
- Maitre de cérémonie, éditions In8, « Polaroïds », 2020
- Je suis venu te chercher, éditions Le Muscadier, 2019[3]
- Mystère à la cantine, éditions Oskar, 2019
- Symphonie en psy mineur, éditions Zinedi, 2019
- Gardien du temple, éditions Antidata, 2019
- Le Temps des râteaux, éditions Zinedi, 2018[4]
- Mystérieux Voisins, éditions Oskar, 2018. Prix chronos de littérature 6e/5e 2018
- L’aigle noir, éditions le Muscadier, 2017
- Cendres de Marbella, éditions Antidata, 2017[5],[6]. Prix Hors Concours des Lycéens, 2018. Prix Place aux Nouvelles, 2018.
- Les Miracles de la jalousie, éditions Syros, 2015[7]
- Une Anglaise à Paris, les enquêtes de Sam, éditions Oskar, 2015
- Bab el love, éditions Oskar, 2014[8]
- Mélanie mystère, les enquêtes de Sam, éditions Oskar, 2014
- Guitare manouche, les enquêtes de Sam, éditions Oskar, 2013
- Le Choix de moi, éditions Oskar, 2013
- J’irai graffer sur ta tombe, éditions Oskar, 2012
- Mozart, la mort inachevée, éditions Oskar, 2012
- Ravel et les Sortilèges, éditions Oskar, 2012
- Touche-pas à ma mère, éditions Talents Hauts, 2012
- Enterrement d’une vie de cancre, éditions Syros, 2012[9]
- Soupçons, éditions Syros, 2011, Prix de la citoyenneté
- La Marseillaise, éditions Chant d’orties, 2011
- La Décapoute, série Le Musicos 6, éditions Symétrie, 2011
- Villa Marguerite, série Le Musicos 5, éditions Symétrie, 2011
- Images d'Épinal, série Le Musicos 4, éditions Symétrie, 2011
- La Marrakech du Nord, série Le Musicos 3, éditions Symétrie, 2011
- Le Mystère Primrose, éditions du Rouergue, 2010
- Les Champignons de Paris, éditions Syros, 2010
- Crucifix et Crustacés, Polar en poche, 2010
- Embrouilles à la cantine, éditions Archipoche, 2009. Prix des jeunes lecteurs de la Seyne sur mer 2010
- Le Violoncelle poilu, éditions Syros, 2009[10],[11]
- Le Violoncelle poilu, Syros, 2009[12]
- Destin étoilé, éditions Averbode, 2008
- La Musique des troubadours, in Le Serment d’amour, éditions Rageot, 2008
- Week-end d’enfer à Marrakech, éditions Averbode, 2008
- Les Ailes de la contrebasse, Syros, 2008
- Résilience d’auteur, 2008
- Incognito, éditions Syros, 2007
- La Loi du plus fort, éditions Bayard, 2006
- Maman combat, éditions Averbode, 2005
- Le Boxeur amoureux, éditions Magnard, 2005
- Un violon dans les jambes, Syros, 2005
- La Passion selon Urhan, éditions Symétrie, 2005[13]
- Magouilles dans le métro, éditions Magnard, 2003
- Une soirée démente, éditions Averbode, 2003
- Un minable du volant, éditions Averbode, 2002
- Comme dans un livre, éditions Averbode, 2002
- Le Carnaval du Musicos, série Le Musicos 2, Le Castor astral, 2001
- Pizzicato trafic, éditions Magnard, 2000
- La Cavale des pickpockets, le Furet enquête, éditions Albin Michel, 2000
- Didi des Caraïbes, Syros, 2000
- Le Musicos, série Le Musicos 1, Flammarion, 2000
- Opus mortem, éditions la Bartavelle noire, 2000
- Le Clebs, Flammarion, 1999
- La Peur au ventre, éditions Syros, 1999
- Coup de mailloche, éditions Méréal, 1998
- Prise de bec à Québec, Polar du routard, Hachette, 1998
- La Note noire, éditions Climats, 1998
- Eva te faire voir, Baleine, coll. « Le Poulpe », 1997, 131 p. (ISBN 2-84219-064-5)
- Le Cadavre et la Contrebasse, éditions Méréal, 1997
- La Sonate dans le caniveau, éditions Climats, 1996

### Essais
- La Colonne d’harmonie, symbolique de la musique en loge, Maison de Vie éditeur, 2017
- Magique ! La flûte enchantée, éditions du Borrego, 2019

### Collectifs
- Les Arbres, revue Textes et Marges, 1990
- Mon chien n’est pas stupide, in Revue Europe, no 760-761, 1992
- Bonne Année, in Les Saisons, no 4, 1993
- L’Italienne, in revue Casse, no 16, 1995
- Les Nourritures terrestres, in Remous, Les travailleurs du noir, 1997
- Oh folie douce ! in l’Agenda du polar 2000, éditions Stylus, 2000
- Arabica mon amour, in D’ici à nulle part, hommage à Charles Bukowski, Eden Productions, 2004
- La Musique des troubadours, in La danse des maudits, Rageot éditeur, 2005
- Rires dans la médina, in Le goût de Tunis, Mercure de France, 2007

## Radio
Pièces radiophoniques pour France inter, émission Nuit noire/Nuit blanche. Producteur Patrick Liegibel
- Anorexie mon amour
- Femme battue
- L’Affaire du siècle
- L’Inspiration à tout prix
- La Valse des assiettes
- La veuve est une femme
- Le Naturel au galop[14]
- Monsieur Robert
- Petits Arrangements familiaux[15]
- Tapis rouge
- Une limousine pour deux
- Voisin voisine

## Théâtre, spectacle vivant
- Le Violoncelle poilu, création Ferme du Bel Ebat/Théâtre de Guyancourt, Festival d’Avignon 2017. Comédien, Thomas Landbo. Mise en scène Pascal Antonini, compagnie Périphériques[16]
- Le Voyage de Trémolo, la Ronde du National. Maison de Radio-France, 2018[17]
- Cendres de Marbella / Gardien du Temple, diptyque, création Ferme du Bel Ebat/Théâtre de Guyancourt 2020. Comédien, Nicolas Zaaboub Charrier. Mise en scène Pascal Antonini, compagnie Périphériques[18][source secondaire souhaitée]
- La Merveille du siècle, portrait d’Elisabeth Jacquet de la guerre, 2020, Compagnie Après Minuit. Les Dominos Florence Malgoire[19][source secondaire souhaitée]